# Villa du Bois-d'Orme
La villa du Bois-d'Orme est une voie du 19e arrondissement de Paris, en France.

## Situation et accès
La villa du Bois-d'Orme est une voie publique située dans le 19e arrondissement de Paris. Elle débute au 14, rue de Romainville et se termine en impasse.

## Origine du nom
Cette voie doit son nom à la proximité d'un ancien lieu-dit, « les Bois d'Orme ».

## Historique
Cette voie, créée sous le nom provisoire de « voie K/19 », est classée dans la voirie parisienne par un arrêté municipal du 20 avril 1994, et prend sa dénomination actuelle par arrêté municipal du 5 juin 2000.